# JR-Maglev

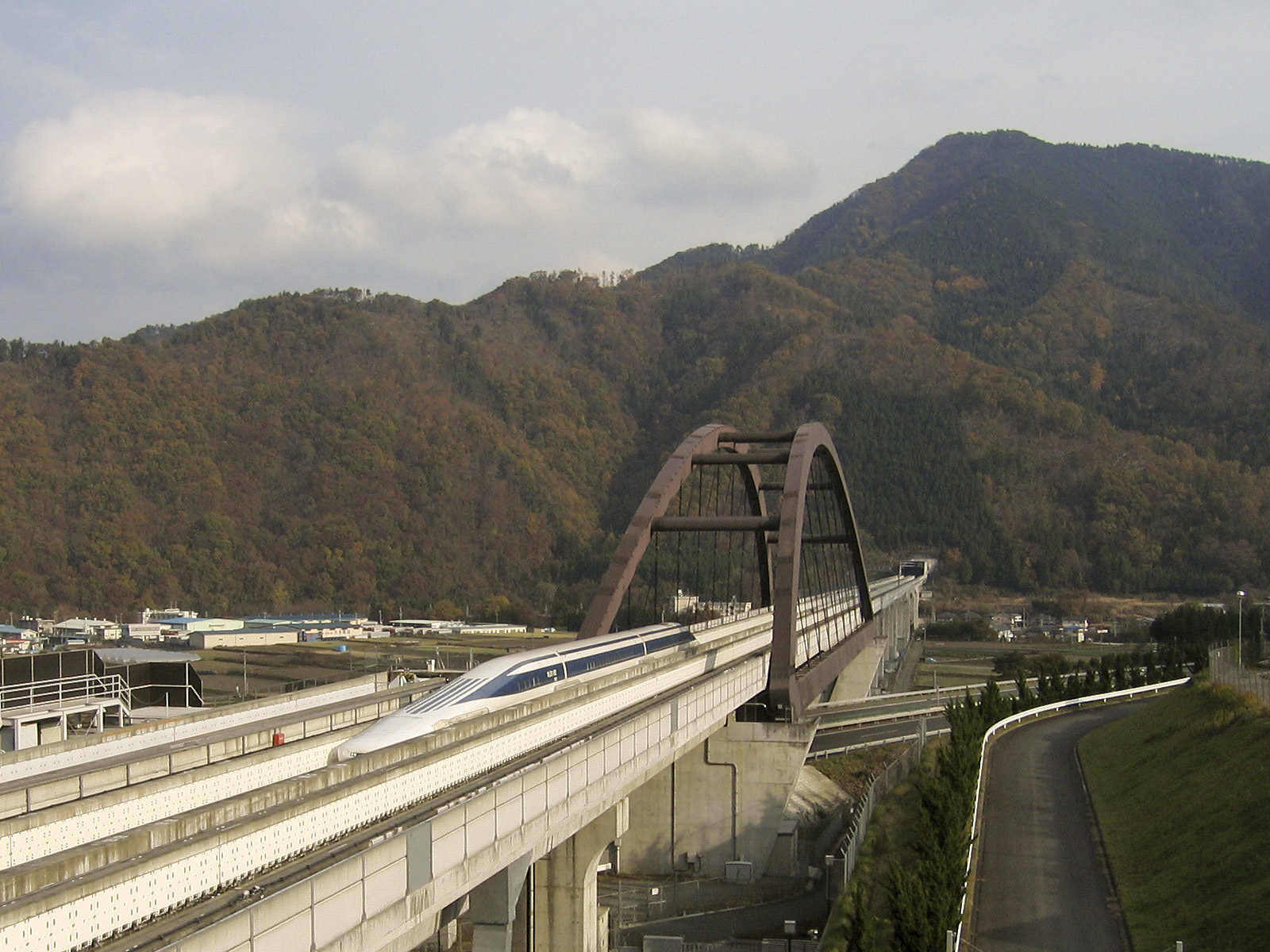
JR-Maglev

JR-Maglev este un tren cu levitație magnetică experimental dezvoltat de Compania feroviară centrală din Japonia și Institutul de Cercetări Tehnice Feroviare în Japonia. Numele este o prescurtare de la expresia engleză Japan Railways with MAGnetic LEVitation. Trenul atinge viteze de 581 km/h.
Sistemul SCMaglev utilizează un sistem de suspensie electrodinamică (EDS). Magneți supraconductori sunt instalați în boghiurile trenurilor , iar căile de ghidare conțin două seturi de bobine metalice.
Actualul sistem de levitație utilizează o serie de bobine înfășurate într-o "figură 8" de-a lungul ambilor pereți ai ghidajului. Aceste bobine sunt, de asemenea, conectate transversal sub traseu.
Pe măsură ce trenul accelerează, câmpurile magnetice ale magneților superconductori induc un curent în aceste bobine datorită efectului de inducție electromagnetică. Dacă trenul era centrat pe bobine, potențialul electric ar fi echilibrat și nu ar fi indus nici un curent. Cu toate acestea, pe măsură ce trenul funcționează pe roți de cauciuc la viteze relativ scăzute, câmpurile magnetice sunt poziționate sub centrul bobinelor, determinând astfel ca potențialul electric să nu mai fie echilibrat. Aceasta creează un câmp magnetic reactiv care se opune polului magnetului superconductor (conform cu legea lui Lenz) și un pol deasupra acestuia îl atrage. Odată ce trenul atinge viteza de 150 km / h (93 km / h), există suficient curent pentru ridicarea trenului cu 100 mm (4 in) deasupra ghidajului.
Aceste bobine generează de asemenea forțe de ghidare și stabilizare. Deoarece acestea sunt conectate sub calea de ghidaj, în cazul în care trenul se deplasează în afara centrului, curenții sunt induși în conexiunile care corectează poziționarea acestuia.
SCMaglev utilizează, de asemenea, un sistem de propulsie cu motor sincron liniar (LSM), care comandă un al doilea set de bobine în ghidaj.